# Theranos
Theranos (/ˈθɛrənoʊs/) là một tập đoàn công nghệ y tế tư nhân được biết đến với những tuyên bố sai lầm là đã đưa ra các xét nghiệm máu mà chỉ cần một lượng rất nhỏ máu của người thử. Được thành lập vào năm 2003 bởi Elizabeth Holmes, 19 tuổi, Theranos đã huy động được hơn 700 triệu USD từ các quỹ đầu tư và nhà đầu tư tư nhân, dẫn đến việc nó được định giá 10 tỷ USD vào thời điểm cao nhất trong năm 2013 và 2014. Các nhà đầu tư và các phương tiện truyền thông thổi phồng Theranos như một bước đột phá trong thị trường xét nghiệm máu lớn, nơi mà ngành công nghiệp chẩn đoán-phòng thí nghiệm của Hoa Kỳ có doanh thu hàng năm trên 70 tỷ USD. Theranos tuyên bố công nghệ của nó là mang tính cách mạng và các xét nghiệm của nó chỉ cần khoảng 1/100 đến 1/1.000 lượng máu mà thông thường cần thiết và tốn ít hơn so với các xét nghiệm hiện có.
Một bước ngoặt đến vào tháng 10 năm 2015, khi phóng viên điều tra John Carreyrou của tờ The Wall Street Journal đặt câu hỏi về tính hợp lệ của công nghệ Theranos. Kể từ đó, công ty đã phải đối mặt với một loạt các thách thức về mặt pháp lý và thương mại từ các cơ quan y tế, nhà đầu tư, Ủy ban Chứng khoán và Giao dịch Hoa Kỳ (SEC), Trung tâm Dịch vụ Medicare và Medicaid (CMS), các luật sư nhà nước, các đối tác kinh doanh cũ, bệnh nhân, và những người khác. Đến tháng 6 năm 2016, ước tính giá trị tài sản cá nhân của Holmes đã giảm từ 4,5 tỷ đô la xuống hầu như không có gì. Công ty đã gần như phá sản cho đến khi nó nhận được khoản đầu tư 100 triệu USD từ Tập đoàn Đầu tư Fortress vào năm 2017. Đến năm 2018, công ty lại một lần nữa bị phá sản.
Vào tháng 7 năm 2016, Theranos đã nhận được sự trừng phạt từ CMS, bao gồm cả việc thu hồi chứng chỉ CLIA và cấm Holmes và các quan chức công ty khác sở hữu hoặc điều hành một phòng thí nghiệm trong hai năm. Theranos tuyên bố sẽ đóng cửa các hoạt động phòng thí nghiệm và các trung tâm chăm sóc sức khỏe để làm việc trên các máy thí nghiệm y tế thu nhỏ. Vào tháng 4 năm 2017, Theranos cho biết họ đã đạt được thỏa thuận dàn xếp với CMS. Theo lệnh cấm của CMS, chuỗi nhà thuốc Walgreens đã chấm dứt hợp đồng với Theranos và đệ đơn kiện về việc vi phạm hợp đồng liên tục. Vụ kiện đã được giải quyết ngoài tòa án, với Theranos bồi thường Walgreens với số tiền nhỏ hơn nhiều so với số tiền 140 triệu USD yêu cầu, được báo cáo vào khoảng 30 triệu USD.
Ngày 14 tháng 3 năm 2018, Theranos, Holmes, và cựu chủ tịch công ty Ramesh "Sunny" Balwani bị SEC buộc tội "gian lận lớn". Một phần của đơn khiếu nại cho biết Holmes đã tuyên bố sai lệch trong năm 2014 rằng công ty có doanh thu hàng năm là 100 triệu USD, gấp hàng nghìn lần đối với con số thực tế là 100.000 USD. Theranos và Holmes đã đồng ý giải quyết các cáo buộc chống lại họ, với Holmes trả tiền phạt 500.000 USD, trả lại 18,9 triệu cổ phiếu còn lại mà cô nắm giữ, từ bỏ quyền kiểm soát công ty của mình và bị cấm làm nhân viên hoặc giám đốc của bất kỳ công ty đại chúng nào trong vòng mười năm. Theo thỏa thuận, nếu Theranos được mua lại hoặc thanh lý, Holmes sẽ không có lợi nhuận từ quyền sở hữu của mình cho đến khi hơn 750 triệu USD được trả lại cho các nhà đầu tư và các cổ đông ưu tiên khác. Theranos và Holmes không thừa nhận hay bác bỏ những cáo buộc trong đơn kiện của SEC. Balwani đã không chấp nhận phán quyết. Vào ngày 15 tháng 6 năm 2018, Luật sư Hoa Kỳ của Quận phía Bắc California đã công bố bản cáo trạng của Holmes về tội gian lận và âm mưu lừa đảo. Balwani cũng bị truy tố với cùng tội danh.
Theranos ngừng hoạt động vào ngày 31 tháng 8 năm 2018, với giám đốc điều hành David Taylor và một số nhân viên hỗ trợ được trả lương thêm vài ngày nữa.